# Messe en ut mineur de Schumann
La Messe en ut mineur op.147, ou Missa Sacra, pour solistes (soprano, ténor et basse), chœur et orchestre de Robert Schumann est une des dernières œuvres du compositeur, avec le Requiem op.148, avant qu'il ne sombre dans la folie.
Elle fut écrite en 1852-1853, à l'époque où Schumann dirigeait à Düsseldorf une grande quantité de concerts de musique sacrée, redécouvrant les œuvres de Palestrina, Bach et Mozart qui l'incitèrent à se tourner lui-même vers ce genre qu'il n'avait pas abordé, au point d'écrire en 1851 : « Concentrer son énergie sur la musique sacrée, voilà sans doute le but suprême de l’artiste ». Il projeta plusieurs pièces, mais seuls la Messe et le Requiem virent le jour, bien qu'ils ne furent pas interprétés de son vivant.
Schumann la composa très rapidement, du 13 au 22 février 1852, et en acheva l'orchestration le 30 mars. En mars 1853, il la retravailla et y inséra une partie d'orgue et le motet traditionnel "Tota pulchra es" en guise d’Offertoire, comme il avait déjà intégré le "O salutaris hostia" au Sanctus. La Messe ne fut éditée qu'en 1861, sur l'insistance de Clara Schumann, et malgré les réticences de Brahms qui ne l'estimait guère[réf. nécessaire].
- I. Kyrie (chœur)
- II. Gloria (soprano solo, chœur)
- III. Credo (chœur)
- IV. Offertorium (soprano solo)
- V. Sanctus (ténor, basse, chœur)
- VI. Agnus Dei (chœur)